# Dmitrij Koszkin
Dmitrij Aleksandrowicz Koszkin (ros. Дмитрий Александрович Кошкин; ur. 20 kwietnia 1986 w Ałma-Acie) – kazachski narciarz alpejski.

## Udział w ważnych imprezach

### Zimowe igrzyska olimpijskie
- Soczi 2014 – 30. (super gigant), 43. (zjazd)

### Mistrzostwa świata
- Ga-Pa 2011 – 39. (super gigant), 45. (zjazd), 52. (slalom gigant), DNF (super kombinacja)
- Schladming 2013 – 39. (zjazd), DNF (super gigant, super kombinacja)